# Santa Comba de Rossas
Santa Comba de Rossas é uma povoação portuguesa do Município de Bragança, freguesia com 8,75 km² de área e 276 habitantes (censo de 2021), tendo, por isso, uma densidade populacional de 31,5 hab./km².
A freguesia apenas integra a aldeia de Rossas, sendo a densidade populacional de 34,7 hab./km². Dista da sede do município 19 km.
Segundo as Memórias Paroquiais de 1758 tinha 142 habitantes.

## Demografia
A população registada nos censos foi:
| Distribuição da População por Grupos Etários | Distribuição da População por Grupos Etários | Distribuição da População por Grupos Etários | Distribuição da População por Grupos Etários | Distribuição da População por Grupos Etários |
| -------------------------------------------- | -------------------------------------------- | -------------------------------------------- | -------------------------------------------- | -------------------------------------------- |
| Ano                                          | 0-14 Anos                                    | 15-24 Anos                                   | 25-64 Anos                                   | > 65 Anos                                    |
| 2001                                         | 58                                           | 66                                           | 165                                          | 77                                           |
| 2011                                         | 32                                           | 27                                           | 160                                          | 85                                           |
| 2021                                         | 22                                           | 16                                           | 124                                          | 114                                          |

## Património

### Comboio
- Santa Comba de Rossas é ponto de passagem da Linha do Tua, onde o comboio chegou pela primeira vez em Dezembro de 1906. A sua estação teve em tempos grande atividade, tendo a particularidade de ser a mais alta estação ferroviária portuguesa - nos 850 metros de altitude - superando a estação da Guarda. Entre esta estação e a de Sortes fica o Túnel de Arufe, o maior túnel da Linha do Tua. A estação de Rossas não vê passar comboios desde 1992.

### Religioso
- Igreja Matriz de Santa Comba de Rossas
- Santuário de Nossa Senhora do Pereiro